# Ella van de Ven
Petronella Johanna Pauline (Ella) van de Ven (Amsterdam, 10 september 1945) is een Nederlandse beeldhouwster.
Ze heeft haar opleiding gevolgd aan de Rijksacademie voor Beeldende kunst in Amsterdam. Ella is bekend van onder andere het Indiëmonument in het Broersepark in Amstelveen en het Herdenkingsmonument voor Indië- en Korea-militairen Muur van stilte op begraafplaats Beukenhof in Schiedam. Ook het monument Gordel van Smaragd op begraafplaats Zorgvlied in Amsterdam is van haar hand.
Ze werkt vanuit haar atelier in Amstelveen.

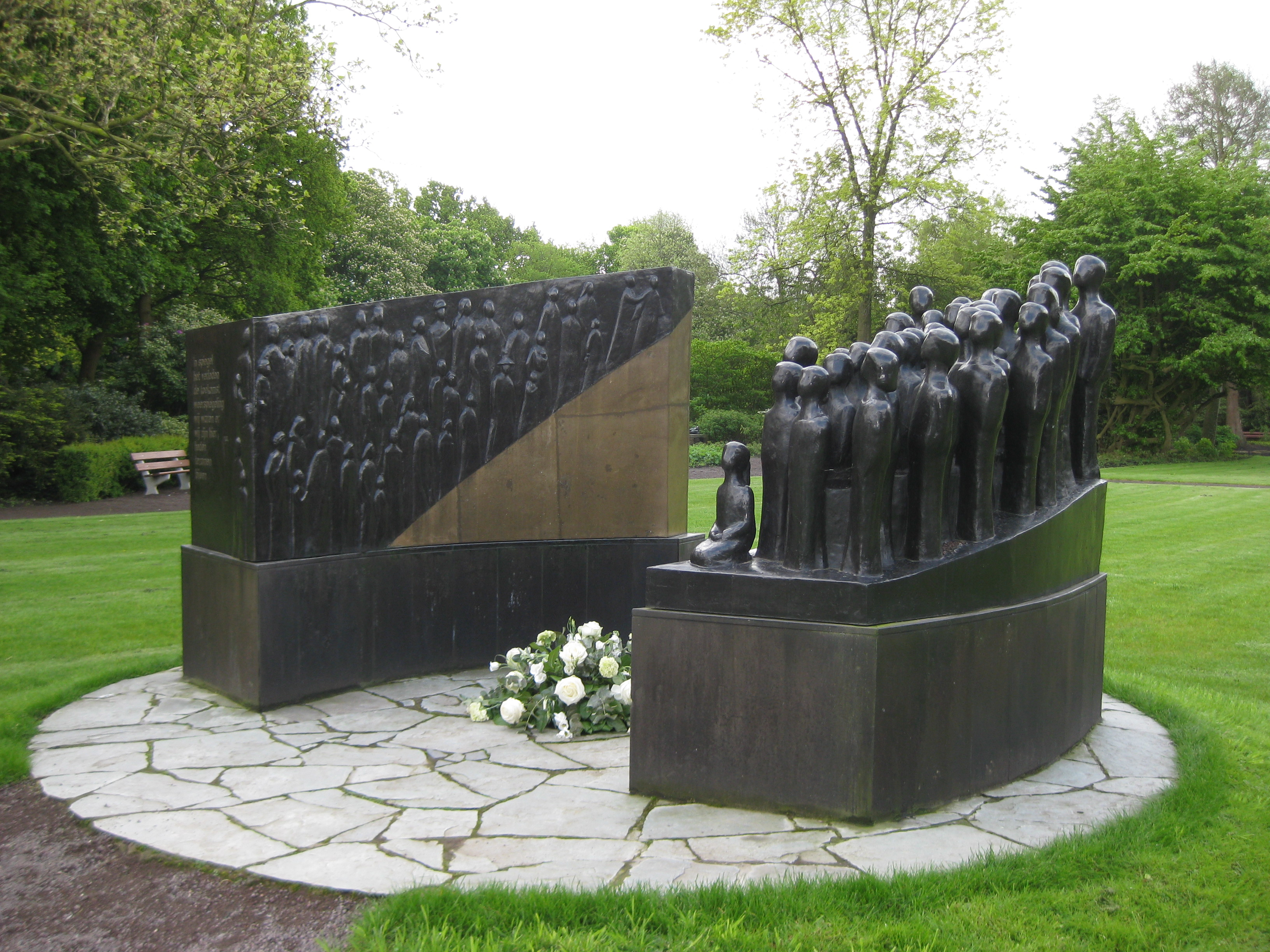
Indiëmonument (1994), Amstelveen
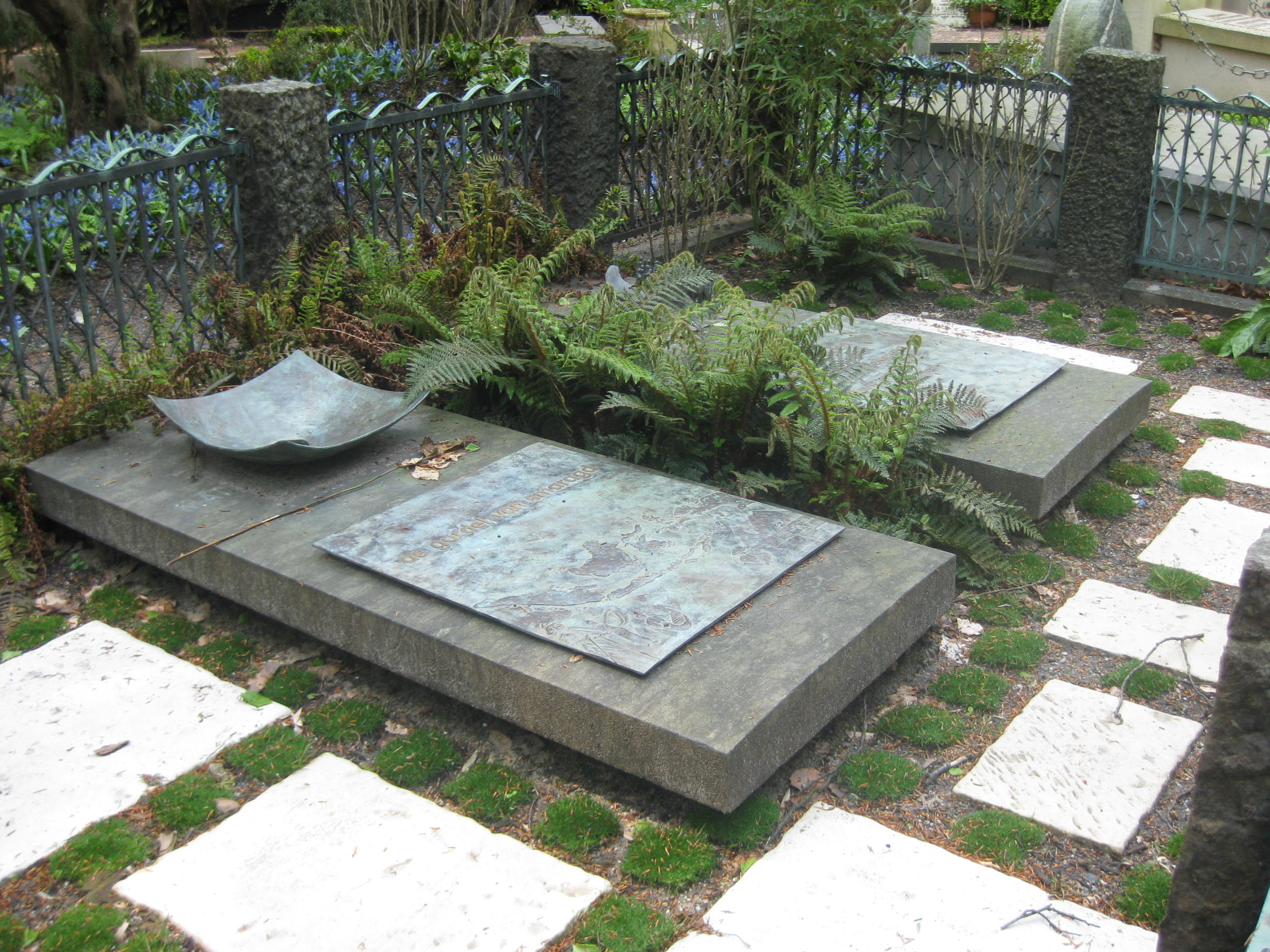
Gordel van Smaragd, Amsterdam
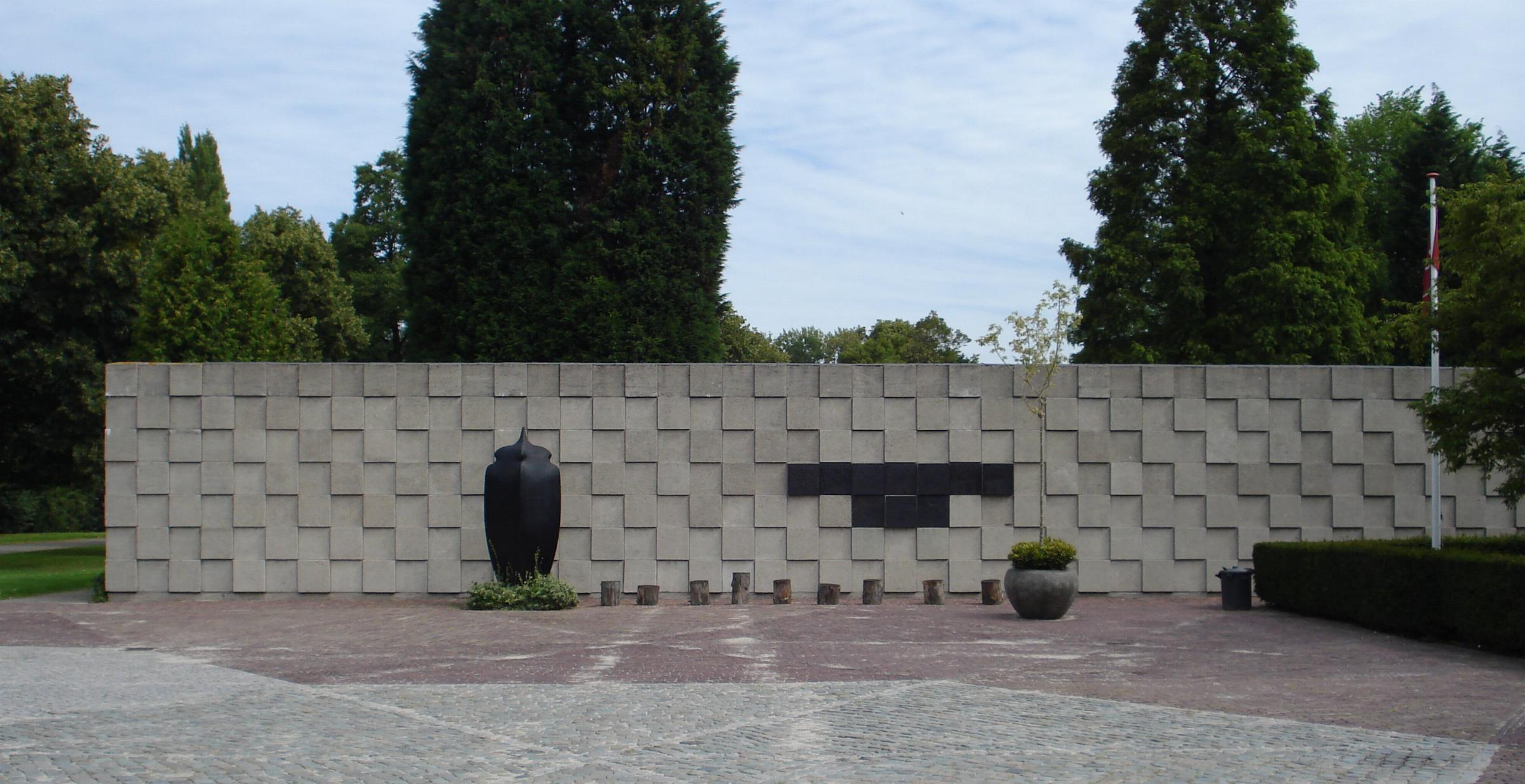
Muur van stilte, Schiedam